# Gununglurah
Gununglurah is een bestuurslaag in het regentschap Banyumas van de provincie Midden-Java, Indonesië. Gununglurah telt 7120 inwoners (volkstelling 2010).